# Mengabril
Mengabril es un municipio y localidad española de la provincia de Badajoz, en la comunidad autónoma de Extremadura. El término municipal tiene una población de 491 habitantes (INE 2024).

## Etimología del topónimo
Hipótesis fenicia
Pudiera tener un origen fenicio (bronce final), por la similitud del topónimo Mengabril con el dios fenicio Melkart, (Mengabril= Melkart=Baal, en su deformación lingüística, derivando en el actual nombre de la localidad, aunque no se sostiene del todo dicha teoría. En principio no pareciera desdeñable tal hipótesis, si no fuera porque esta deidad Orientalizante está asociada a territorios marítimos, con culto a sus orillas. En Extremadura, la incidencia de las cerámicas grises de producción local es un rasgo definidor de esta cultura. Su presencia es muy alta en el poblado y necrópolis de Medellín, también están bien representadas en los restos conservados de la necrópolis de Mengabril, en Campo Viejo, y su perduración está atestiguada hasta los últimos momentos de utilización de Cancho Roano (Almagro Gorbea 1977, Domínguez de la Concha 1985, Maluquer de Montes 1981). 
Hipótesis árabe
Sin muchos datos precisos, se sabe que el nombre de "Mengabril" (minjabril)= مينجابريل deriva de un topónimo de origen árabe, como definen algunos filólogos y antropólogos del nombre de este emplazamiento pacense. Puede leerse de este modo: Min (man)= de Jibril (جبريل)= Nombre propio del árabe que significa "arcángel de Alá". Variantes: Jabril, Jibriel. Se lee: "Del Arcángel de Alá". Jabril (Gabriel) جبريل = "del arcángel Gabriel" Para el islam, Gabriel es el "ángel de la revelación", ya que Dios mismo reveló el Corán al profeta Mahoma a través del ángel Gabriel. Esto define claramente que hubo un culto musulmán en Mengabril, donde era posible que la actual iglesia cristiana se alzara sobre una antigua mezquita árabe, y que de ahí tomara su nombre la villa, reconvertida tras la expulsión y reconquista cristiana. Mengabril, de origen antroponímico: Ibn-Yibril = "el hijo de Gabriel".

## Geografía
Está situado junto a la orilla izquierda del río Ortigas, entre Medellín y Don Benito. Pertenece a la comarca de Vegas Altas y al partido judicial de Don Benito. Es un núcleo urbano muy cercano a la localidad de Don Benito. Antiguamente fue conocida como la villa de los ajos, ya que según se dice, esta localidad destacaba debido a que tenía una gran producción de estos.

## Historia
Se trata de un pequeño enclave campesino, situado junto a la orilla izquierda del río Ortigas, entre Medellín y Don Benito, en el límite de las fértiles tierras de las Vegas Altas del Guadiana. Posteriormente, pasaría a ser Villa de Señorío:
"...Que es villa de señorío del Excelentísimo Señor Duque de Medinaceli por Conde de Medellín, que el señorío es jurisdiccional, que no es de ¿beetria? y si ha habido, y hay algún noble, pero no compone estado, por lo que no hay mitad de oficios, aunque hay dos alcaldes ordinarios. Y al noble se le elige un año si y otro no, y cuando no es alcalde es regidor el año que le comprende el hueco y bienes a estar en depósito los oficiales del estado noble, por no haber sujetos que le completen..."
(Interrogatorio de la Real Audiencia de Extremadura a finales de los tiempos modernos, Partido de Trujillo).
Probablemente en la dominación musulmana en la Baja Edad Media, y posterior señorío del Condado de Medellín, lo que conocemos como "villa", sería el resultado de un enclave alzado sobre posibles ruinas romanas, o adaptación de sus materiales en reaprovechamiento para el alzado del nuevo enclave.
L(ucius) Caecilius L(uci) f(ilius) Sca(ptia tribus) Rufus (¿?, s. I a. C.-¿?, s. I) fue un senador romano, gobernador de la provincia de Lusitania. Apareció un epígrafe al derribo de una casa en Mengabril, por lo que se deduce su vinculación política en la antigua Metellinum.
Se desconocen datos precisos que constaten esta reutilización del territorio a lo largo de los siglos. De lo que sí hay constancia, es de su etapa entre los siglos XV-XIII, donde se refleja todavía en algunas fachadas, la tipología de viviendas solariegas (con caracteres propios en su estilo de ventanas de forja y otros elementos constructivos), pertenecientes a un reducido segmento de hidalgos (aunque no hay constancia de blasones o escudos de armas de ilustres apellidos), que bien pudieron perderse a lo largo del tiempo, y de continuas remodelaciones urbanísticas. Hay certificación documental de un vecino de esta villa:
"...Que hay un familiar de la Santa Ynquisicion de Llerena y es Don Diego Gonzalez Farin, que es del numero y goza el fuero..." Y también dice en otro apartado:
"...Hai una persona poderosa llamado Diego Gonzalez Farin, quien por ser unico manejante es causa de perturbar la paz y sosiegos publicos, sin que los alcaldes (cuia eleccion siempre es a su satisfaccion) puedan ser dueños de usar con libertar de la administrazion de justicia, en grabe perjuicio del pobre vezindario y maiormente de aquellos que no se conforman con sus ydeas, lo que en conciencia debo informar por si puede servir de alibio de mis feligreses, en cuio bien estoi interesado por mi ministerio..."
Hasta 1737 en que obtuvo su autonomía como villa exenta perteneció con categoría de aldea al Condado de Medellín. Según refiere Ortiz de Thovar, antiguamente era conocida en el entorno como la "Villa de los Ajos", por la abundante producción de ellos en sus huertas, apelativo que aún se recuerda en el partido judicial.
A la caída del Antiguo Régimen la localidad se constituye en municipio constitucional en la región de Extremadura. Desde 1834 quedó integrado en el Partido judicial de Don Benito. En el censo de 1842 contaba con 99 hogares y 341 vecinos. Hacia mediados del siglo XIX, el lugar tenía contabilizadas unas 78 casas. La localidad aparece descrita en el decimoprimer volumen del Diccionario geográfico-estadístico-histórico de España y sus posesiones de Ultramar de Pascual Madoz de la siguiente manera:

MENGABRIL: v. con ayunt. en la prov. de Badajoz (15 leg.), part. jud. de Don Benito (1), aud. terr. de Cáceres (12), dióc. de Plasencia (24), c. g. de Estremadura. sit. en llanura á la márg. izq. del Hortiga; es de clima destemplado en estremo, reinan los vientos E. y O. y se padecen intermitentes producidas por la proximidad del r., que se estanca en el verano; tiene 78 casas, en 4 calles y una plaza, empedradas y limpias, la de ayunt., pósito, cárcel ; escuela dotada con 2,200 rs. de los fondos públicos á la que asisten 28 niños; otra de niñas en la que se educan 15, con 730 rs. de dotacion por los mismos fondos, igl. parr. (Sta. Margarita), con curato de segundo ascenso y de provision del ordinario, y en los afueras el cementerio. Se surte de aguas potables en un pozo de las inmediaciones. Confina el térm.: por N. con el de Medellin; E. y S. Don Benito, y O. Guareña, estendiéndose una leg. de N. á S., otra de E. á O., y comprende el cas. llamado las Gameras, 7 deh. de pasto, algunas huertas, olivares, viñedos y tierra de labor. Le bañan el Hortiga y Guadamés, que desaguan en Guadiana. El terreno es fértil. Los caminos vecinales. El correo se recibe en Medellin, por balijero, 3 veces á la semana. prod.: trigo, cebada, avena, habas, garbanzos, aceite, vino y toda clase de frutas; se mantiene ganado lanar, de cerda, vacuno y yeguar, y escasea la caza. pobl.: 99 vec., 341 alm. cap. prod.: 3.005,733 rs. imp.: 128,946. contr.: 12,159 rs. 24 mrs. El presupuesto municipal 10,249 rs. 4 mrs., del que se pagan 2,200 al secretario por su dotacion y se cubre de los fondos de propios.
Pertenece esta v. al condado de Medellin, incorporado á la casa de Medinaceli, y tiene comunidad de pastos y aprovechamientos con los demas pueblos del Estado.
(Madoz, 1848, p. 377)

## Demografía
Mengabril cuenta con una población de 491 habitantes (INE 2024).
| Gráfica de evolución demográfica de Mengabril entre 1842 y 2021                                                       |
| |
| Población de derecho según los censos de población del INE. Población de hecho según los censos de población del INE. |

## Escudo de armas
Blasón rematado en bordura de doce escaques ajedrezados en oro y azur, al centro terciado y mantelado en curva. Primero sobre gules, en cantón diestro del jefe, banda dorada y en plata dos columnas haciendo aspa. Segundo, cantón siniestro del jefe, castillo mazonado de sable y mamposteado, sobre gules almenado en tres torres, con aclarado en azur. Tercero, al centro de la punta, flor naciente sobre azur hojado en plata de nueve pétalos, con pétalo central de mayor tamaño, y su fruto en oro, sobre ondas de azur y plata. Corona real cerrada.
- 1ᵉʳ símbolo: (banda y columnas): la Banda de Castilla.
- 2.° símbolo: (castillo almenado): Reino de Castilla.
- 3ᵉʳ símbolo: (flor naciente): referencia a la advocación de la santa patrona del lugar. De igual modo toda flor que no sea de lis, en la heráldica, tiene un origen gallego y toledano. Las ondas son una figura bastante utilizada en la heráldica cívica, sobre todo en municipios con costa o con algún río. Se representa con ondas de azur y plata o plata y azur, dependiendo del esmalte del campo. Pero en este caso, la media flor sobre las aguas, hace referencia al martirio de la santa, que cuenta fue quemada y echada al agua, manteniéndose a flote milagrosamente.
- Los escaques de la bordura hacen referencia al escudo de la Casa de Portocarrero.

## Patrimonio
En la localidad hay una iglesia parroquial católica bajo la advocación de Santa Margarita, una virgen y mártir torturada por su fe en tiempos del emperador romano Diocleciano (que reinó entre el 284 y el 305). En la Archidiócesis de Mérida-Badajoz, Diócesis de Plasencia, arciprestazgo de Don Benito. Esta fue edificada durante el siglo XV y es de trazas góticas.

...Hay en esta villa una iglesia parroquial titulada Santa Margarita Virgen y Mártir, esta anexa a la Parroquia de Santa Cecilia de Medellín, cuyo párroco es el rector de aquella, el nombramiento de este pertenece al Rey nuestro señor (que Dios guarde), y al Ilustrísimo Señor Obispo de Plasencia, según los meses en que haya este beneficio. Tiene también dicha iglesia una vicaría perpetua (o tenientazgo perpetuo), cuyo desempeño corre a mi cargo, su nombramiento pertenece al Ilustrísimo Señor Obispo de esta diócesis, dicha vicaría goza la dotación de trescientos cincuenta y dos reales, con que contribuyen por iguales partes el cura rector y el beneficiado de Santa Cecilia de Medellín, goza además de lo referido de una vinculación agregada a ella por Diego Lozano Cañamero y Doña Marina Donoso de Valdivia, vecinos que fueron de esta villa, cuyos réditos regulados por un quinquenio se valúan en cuatro mil o cinco mil reales vellón. La fábrica parroquial goza varios réditos de censos, de dos fanegas de tierra en término de esta villa, cuyos productos juntos con la asignación de trescientos reales anuales con que contribuye la fábrica parroquial y matriz de Santa Cecilia de Medellín, ascenderán anualmente a quinientos reales inclusos los derechos de rompimientos, etc..."
Interrogatorio de la Real Audiencia de Extremadura a finales de los tiempos modernos, Partido de Trujillo, Tomo II, páginas 311 a 327 realizado el día 22 de febrero de 1791

Hay constancia documental de la existencia fundacional de dos antiguas cofradías: la de la "Virgen Santísima del Rosario" y "de la Veracruz", ambas fundadas en dicha parroquia y con resueltas rentas. El interrogatorio de la Real Audiencia recoge:

...No hay hospital, existe una obra pía que fundo Marina Cortes para dotar huérfanas pobres de esta villa, consisten sus rentas en varias tierras, cuyo producto anual se regula en trescientos y treinta reales vellón, su administración corre a cargo de Xabier Bueno, vezino de esta villa, y el conocimiento y visita de esta pertenece al Ilustrísimo Señor Obispo de esta diócesis...
Interrogatorio de la Real Audiencia de Extremadura a finales de los tiempos modernos, Partido de Trujillo, Tomo II, páginas 311 a 327 realizado el día 22 de febrero de 1791

Existe una fuente en homenaje a la santa del lugar de factura moderna, situado en la plaza de España de la localidad.

## Personas notables
- Alonso López de Cerrato, nacido en Mengabril en el siglo XV y fallecido en Guatemala.[5] Fue presidente interino de la Audiencia de Santo Domingo de 1544 a 1548 y presidente de la Audiencia de Guatemala de 1548 a 1555.
- Diego González Farín (siglo XVIII). Vecino de Mengabril, familiar de la Santa Inquisición de Llerena.[6]
- Los hermanos Gonzalo García, Alonso Fernández con sus respectivas esposas, y (1404), naturales de Medellín y residentes, como recogen los documentos, en la villa de Mengabril. Juana Fernández, (1441) de Medellín, esposa de Mateos Pérez, vecino de Mengabril. Fernán García de Nuestra Serrana (alguna antigua advocación mariana), (1457), vecino Mengabril, e hijo de Juan Fernández el Sordo. Juan Martín Merchán, Gonzalo Fernández Caballero (1459) (hermanos de Juan Martín Cerrato de Don Benito).[7]